# 20-20-20
20|20|20 is een onafhankelijk platenlabel opgericht door Damon Krukowski en Naomi Yang, die samen ook het duo Damon and Naomi vormen.
Het label is gevestigd in Cambridge, Massachusetts. Het is aanvankelijk opgericht om het album "The Earth is Blue", het vijfde album van dit duo, uit te geven in februari 2005. De tweede uitgave op dit label was een collectie van twee radioseizoenen dat de shoegazeband Galaxi 500 opnam tijdens de John Peelshow op de BBC.
Het derde album dat op dit label uitkwam was de eerste in een reeks van compilaties van muzikanten over de gehele wereld.

## Uitgaven
- The Earth is Blue - Damon en Naomi (2005)
- Peel Sessions - Galaxi 500 (2005)
- International Sad Hits Volume One: Altaic Language Group - Diverse artiesten (2006)
- Sunset Notes - Michio Kurihara (21 mei 2007)